# Жаров, Александр Алексеевич
Алекса́ндр Алексе́евич Жа́ров (31 марта [13 апреля] 1904, д. Семёновское, Московская губерния, Российская империя — 7 сентября 1984, Москва, СССР) — советский поэт, редактор. Автор гимна пионерии «Взвейтесь кострами, синие ночи».

## Биография
Родился 31 марта (13 апреля) 1904 года в деревне Семёновское Московской губернии в семье Алексея Кузьмича Жарова, потомственного артельного рабочего-каменотеса, специализирующегося на отделке из мрамора. Отец Александра Алексеевича участвовал в Японской и Германской войнах, был тяжело ранен и награжден Георгиевским крестом. Участвовал в возведении памятников на Бородинском поле, приуроченном к 100-летию со дня Бородинского сражения; в советское время работал на строительстве Мавзолея на Красной площади.
Александр Алексеевич окончил сельскую школу в Бородино, учился в реальном училище (ныне школа № 1) в Можайске. В конце 1917 года Жаров с товарищами организовал кружок по культурно-просветительной работе. С 1918 года — секретарь комсомольской ячейки.
В 1918—1925 годах Жаров — на руководящей комсомольской работе, сначала в Можайске, затем в Москве, в ЦК РКСМ. Член РКП(б) с 1920 года. В 1921 году учился на факультете общественных наук МГУ. Был первым редактором боевого литературно-художественного журнала советской молодежи «Комсомолия». В этом журнале начинали свою деятельность Михаил Шолохов, Борис Горбатов, Николай Богданов и многие другие советские писатели. В октябре 1922 года стал одним из основателей объединения комсомольских писателей «Молодая гвардия».
Во время войны — корреспондент журнала «Краснофлотец».
Умер 7 сентября 1984 года. Похоронен в Москве на Кунцевском кладбище.

## Творчество
В 1927 году Народный комиссариат просвещения отправил трёх поэтов — Александра Жарова, Александра Безыменского и Иосифа Уткина в командировку по Европе. Путешествие длилось всего два месяца и затрагивало около десятка стран. За время путешествия поэты успели познакомиться с Максимом Горьким, жившим тогда в Италии. По возвращении Александр Жаров опубликовал заметки о поездке в газете «Комсомольская правда». В выпусках от 14 и 16 февраля и 1 марта 1928 года вышли его путевые очерки под названием «Галопом по Европам», которые в скором времени были раскритикованы Максимом Горьким, написавшим на статью Жарова отзыв «О пользе грамотности» в газете «Читатель и писатель» 17 марта 1928 года. Горький писал:

Я вынужден напомнить об этом по следующей причине: молодой русский литератор, путешествуя «галопом по Европам» и посетив окрестности Неаполя, рассказывает в одной из московских газет: «Рядом — залив Адриатического моря, с другой стороны его отлично виден Везувий». Издревле ведомо, что Неаполь расположен на берегу залива Тирренского моря и залив этот называется Неаполитанским; что же касается моря Адриатического, то оно находится в другом месте, так что молодой писатель, путешествуя «галопом», врет в карьер. А редактор газеты печатает вранье, не замечая его.
Можно бы и не обращать внимания на этот «анекдот», но мне приходится нередко видеть молодых писателей, и, к сожалению, все они более или менее предрасположены к творчеству именно таких анекдотов. И невольно жалеешь, что они путешествуют галопом, а не пешком, как это делают немецкие студенты.
— Максим Горький
Поэзия Жарова была широко известна в молодёжной среде 1920—1940-х годов. О его поэме «Гармонь», исключительно популярной в своё время, Михаил Светлов в конце жизни писал:
И пусть они обнимутся, как сёстры, —

Моя «Гренада» и твоя «Гармонь».
Известна негативная оценка его творчества Маяковским:

…мне часто говорили, что я часто ругаю Жарова. Я приведу одну строчку из его стихотворения: «От горящей домны революции отошёл великий кочегар». А на самом деле какие кочегары при домнах бывают? Не бывает их. И если отошёл кочегар от домны, то нечего ему там вообще было делать. То, что поэт хотел сделать настоящим революционным образом, по существу стало ничего не значащей, пустой фразой. Значит, товарищи, с одной стороны, зачастую писатели пишут так, что или непонятно массе, или, если и понятно, то получается глупость.
— В. В. Маяковский
Однако, найдя себя впоследствии как поэт-песенник, А. А. Жаров оставил яркий след в истории советской массовой песни 1930-х — 1950-х годов как автор произведений: «Песня былых походов» (муз. З. Л. Компанейца), «Заветный камень» (муз. Б. А. Мокроусова), «Грустные ивы» (муз. М. И. Блантера), «Ходили мы походами» (муз. К. Я. Листова), «Мы за мир» (муз. С. С. Туликова) и многих других. Ещё раньше, в 1920-е годы, огромную популярность получила написанная на слова его раннего стихотворения песня «Взвейтесь кострами, синие ночи» (муз. С. Ф. Кайдана-Дёшкина). Язвительный намёк на неё был приведён в романе Михаила Булгакова «Мастер и Маргарита». Анализируя события, описанные в романе, и связи в реальной жизни, Эдуард Кузнецов высказал в журнале «Вопросы литературы» мнение, что прототипом поэта Рюхина в романе мог послужить именно Александр Жаров (Жаров — Жарюхин — Рюхин).

## Награды
- орден Октябрьской Революции (12.04.1974)
- 4 ордена Трудового Красного Знамени (16.04.1954; 1964; …; 12.04.1984)
- орден Красной Звезды (03.04.1942)
- орден «Знак Почёта» (31.01.1939)
- медаль «За оборону Советского Заполярья»
- медаль «За победу над Германией в Великой Отечественной войне 1941-1945 гг.» (21.7.1945)
- медаль «За победу над Японией» (9.8.1946)

## Книги
- «Слово о Поволжье», 1921
- «Песня о Червонце». Харьков, «Молодой рабочий», 1924. 30 с. 3 000 экз.
- «Ледоход». Стихи. Предисл. А. В. Луначарского. М.—Л., Гос. изд., 1925. 131 с. 5 000 экз.
- «Гармонь», 1926
- Избранные стихи. М., «Огонёк», 1926. 38 с. 50 000 экз.
- «Весенний день», 1929
- Стихи о любви. М., «Федерация», 1929. 91+[3] с. 3 000 экз., 2-е изд. [М.], «Молодая гвардия», 1934. 86 с. 8 000 экз.
- «Великое состязание». М.-Л., ГИЗ, 1930. — 60 с., 15 000 экз.
- «Сегодня». ЗиФ, 1930. 60 с.
- «Мне десять лет», 1931
- Стихи и поэмы (2 тт.), 1932
- Москва. М., т-во писателей, 1933
- «Осень-весна». М., ГИХЛ, 1933, 42 с.
- Избранные стихи, 1934
- «Новая книга», 1935
- «Мужество». [Стихи]. М., Гослитиздат, 1936. [На перепл. 1937]. 160 с. 5 000 экз.
- «Родина радости», 1941
- «На Чёрном море», 1942
- Избранное, 1946
- Лирика, 1947
- Избранное, 1950, М., Гос.изд. Худож.лит-ры, 25.000 экз.
- «Славлю молодость», 1951
- «Ходили мы походами». [Стихи. Песни. Поэмы]. М., «Военно-морское издательство», 1952. 160 с.
- Избранные произведения (2 тт.), 1954
- Стихи. Поэмы. Песни, 1957
- «Знаменосцы юности», 1958
- «Заветный камень», 1967
- «Страна юности», 1968
- Стихотворения. Песни. Поэмы, 1973

## Память
В 2002 году на родине Александра Алексеевича Жарова, в Можайске, одна из улиц города была названа в его честь.